# Papiermühle (Kyffhäuserland)
Papiermühle gehört zum Ortsteil Seega der Gemeinde Kyffhäuserland im Kyffhäuserkreis in Thüringen.

## Lage

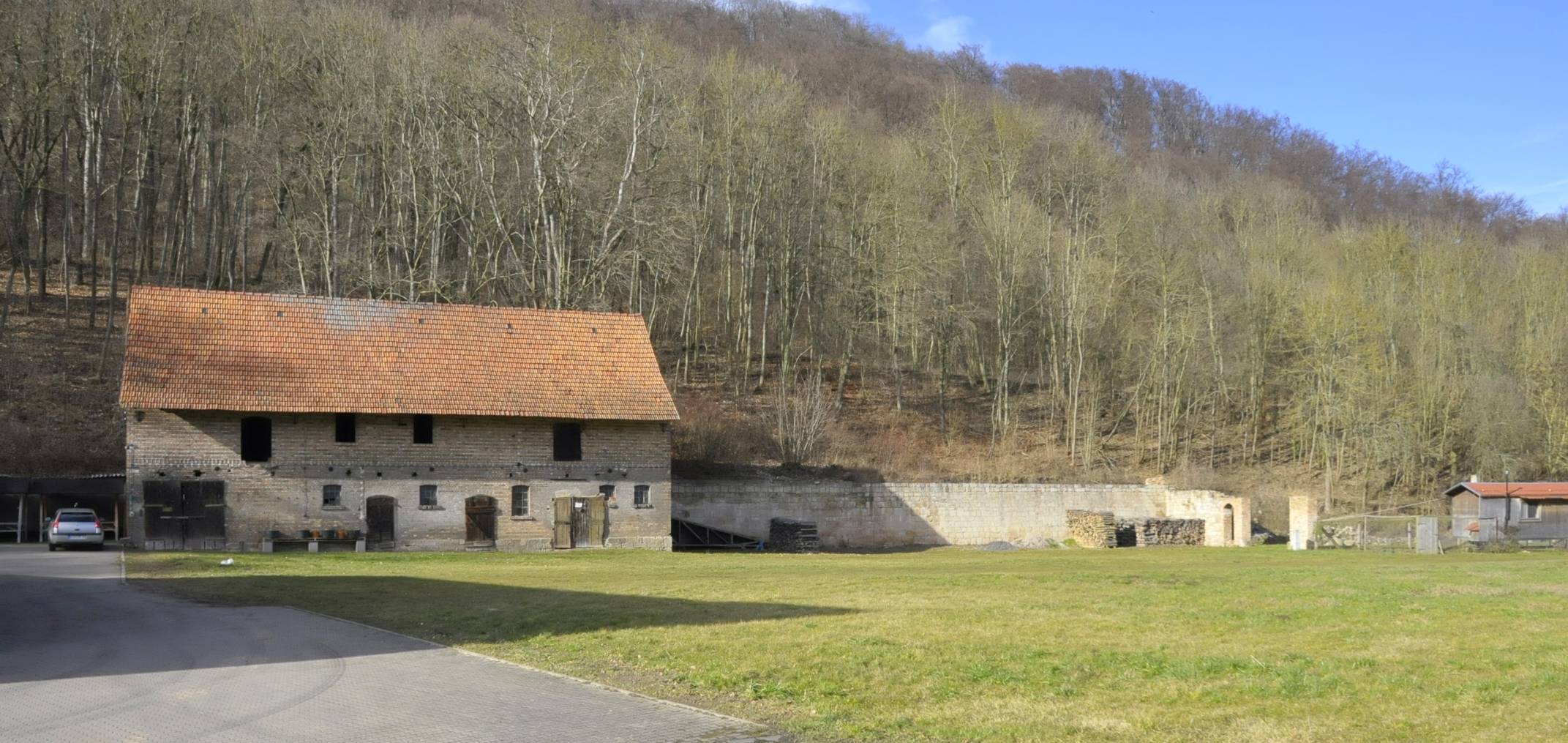
Teilansicht

Die frühere Papiermühle war eine Wassermühle. Das Anwesen liegt etwa 330 m südlich des Ortsendes von Seega und etwa 1,75 km (Luftlinie) nordwestlich von Günserode an der Wipper beim Wipperdurchbruch durch die Hainleite.

## Geschichte
Im Jahr 1478 ist sie urkundlich belegt und kann als Ersterwähnung angesehen werden. Sie diente als Getreide- und Sägemühle der oberhalb, am Osthang des Kuhbergs befindlichen, ehemaligen Arnsburg, von der heute nur noch Ruinen vorhanden sind. In den Kirchenbüchern von Günserode finden sich weitere verwertbare Belege erst wieder im Jahre 1693 mit der Erwähnung, dass Papiermachergesellen des Ortes in der Mühle arbeiten. Im Jahr 1711 ist die Herstellung des Papiers besonders hervorgehoben. Erheblichen wirtschaftlichen Aufschwung konnte die Mühle mit der Übernahme im Jahre 1752 durch Johann Gottlieb Fister verzeichnen.
Später, nach mehrfachen Eigentümerwechsel, erhielt das in der Papiermühle hergestellte Papier ein Wasserzeichen, das einen Blumenstrauß darstellte, unter dem der Name des damaligen Müllers Bollmann stand. Um 1850 wurde das Anwesen von Gottlieb August Wilhelm Steinkopf erworben, dessen Nachkommen die Papiermühle Anfang des 20. Jahrhunderts durch die Installation eines mit Dampf betriebenen Hängetrockners modernisierten. Wegen der dadurch möglichen Arbeit in drei Schichten konnte zusätzliches Personal eingestellt werden.
Trotz Krieg und großer Schwierigkeiten in der damaligen DDR bestand die Papiermühle fort.
Am 20. Februar 1992 erfolgte die Übernahme der Papiermühle durch den heutigen Besitzer, Lutz Großstück. Das Papierrecycling-Konzept wurde fortgeführt. Der Betrieb wurde weiter modernisiert, die Produktion jedoch von der Pappenherstellung auf Pappenverarbeitung umgestellt.